# Vinkelavstånd
Vinkelavståndet (även vinkelseparationen, det skenbara avståndet eller den skenbara separationen) är inom matematiken samt naturvetenskapliga ämnen (inklusive astronomi och geofysik) den storlek på vinkeln mellan två riktningar till två olika objekt sett från en observatör. Vinkelavståndet är därmed synonymt med själva vinkeln, men används ofta för att avse det (ofta stora eller okända) linjära avståndet mellan dessa objekt, till exempel två stjärnor sedda från jorden.

## Mätning
Eftersom vinkelavståndet (eller separationen) är konceptuellt identiskt med en vinkel mäts de med samma enheter, till exempel grader eller radianer, med hjälp av verktyg som en goniometer eller optiska instrument specifik framtagna för att riktas i väldefinierade riktningar och mäta motsvarande vinklar (till exempel teleskop).

## Beräkning
För att beräkna vinkelavståndet i bågsekunder för multistellära stjärnsystem, exoplaneter, objekt i solsystemet och andra astronomiska objekt används den halva storaxeln uttryckt i AU delat med avståndet till stjärnorna uttryckt i parsec.
{\displaystyle \theta ={\frac {a}{D}}}